# Solidaritet (sammenhold)
 For alternative betydninger, se Solidaritet. (Se også artikler, som begynder med Solidaritet)
Solidaritet (fransk solidarité: samhørighed, sammenhold), bruges især på venstrefløjen og ofte i fagpolitiske sammenhænge. 
Når man udviser solidaritet, da giver man afkald på nogle (kortsigtede) fordele på den modsatte parts bekostning, i og med man kan se, at denne vil få større gavn af din handling. Du udviser bl.a. solidaritet når du sætter dig i andres sted, hvorefter din handling udspiller sig ved, at du moralsk tager hensyn til modparten.
Solidaritet er derfor et vigtigt begreb indenfor bl.a. fagforeninger.
Solidaritet er en modsætning til individualisme.
Solidaritetens basis varierer i forskellige samfundstyper. I mindre udviklede samfund bygger den især på fælles værdier. Vedrørende mere komplekse samfund er der mange forskellige teorier om årsagerne til solidariteten blandt samfundsmedlemmerne. 

## Ibn Khaldun
`Asabiyyah refererer til social solidaritet baseret på gruppefællesskab og struktureret sammenhængskraft.
Ibn Khaldun argumenterer effektivt for, at ethvert dynasti bærer kimen til sin undergang. Han forklarer, at magthaverne - især i større imperier udnytter fællesskabet til egen fordel, hvilket medvirker til at lederne udskiftes. Medlemmerne af det nye lederskab vil efterhånden blive dovne og optaget af at udvikle deres livsstil, hvorpå en ny cyklus starter.

## Karl Marx
Ifølge Karl Marx er solidaritet forbeholdt de undertrykte i samfundet, i kapitalismen arbejderklassen. Solidariteten vil ifølge den historiske dialektik logisk set føre til en revolution.

## Émile Durkheim
Ifølge Emile Durkheim korresponderer typerne for social solidaritet med de forskellige samfundsmæssige grundstrukturer. I et moderne samfund så Durkheim den komplekse arbejdsdeling som resulterende i en organisk solidaritet. Forskellige specialiseringer i arbejdet og forskellige sociale roller skaber afhængigheder, som binder folk til hinanden, fordi man ikke længere selv er i stand til at udfylde alle sine behov. I traditionelle, mekaniske samfund lever bønder sammen i små selvforsynende fællesskaber, som hver især er bundet sammen af en fælles arv og et fælles arbejde. I moderne organiske samfund tjener arbejderne penge og må stole på andre mennesker, som er specialiseret i fremstillingen af andre produkter, for at få opfyldt deres behov. Resultatet af en stigende arbejdsdeling er ifølge Durkheim, at individuel bevidsthed fremkommer adskilt fra fælles bevidsthed; og fra tid til anden er i konflikt med en fælles bevidsthed.